# Datorchassi

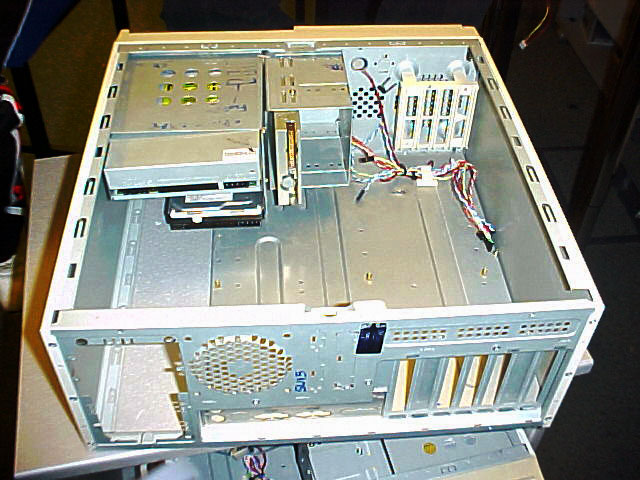
Ett öppnat datorchassi utan strömförsörjningsdel, moderkort eller andra kretskort. I bortre kanten ser man en CD-spelare, en hårddisk och en diskettstation.

Ett datorchassi (även kallat datorlåda, datorkabinett eller - till vardags - datorburk) är ett skal med en stomme där en skrivbordsdators samtliga beståndsdelar är inbyggda, förutom in- och utenheter som bildskärm och tangentbord.

## Modeller
Ett datorchassi är anpassat till att vara antingen liggande eller stående. De stående chassina brukar ibland kallas för "torn". Från början byggdes de flesta datorer i liggande chassin som bildskärmen sedan ställdes på. Numera är de flesta datorer byggda i tornchassin. Vitt har länge varit en modefärg på datorer men svart har de senare åren börjat ta över. Det finns även genomskinliga chassin byggda av plexiglas.
Vanligtvis består ett datorchassi av stansad och bockad återvunnen blandmetall med en framdel i formsprutad plast. Många tillverkare använder samma metallstomme för att spara verktygskostnader. Utseendet ändras när man byter formgivning på fronten i plast. Det finns undantag där chassina är helt tillverkade i aluminium eller plast.
Det finns chassin för andra former än just för skrivbordsdatorer, mer om detta längre ner under rubrik "Andra former".

## Utformning
Det finns en mängd standarder, vanligen kallade formfaktorer, för datorchassin, som avgör vilka moderkort och nätdelar som passar i lådan. Formfaktorn är till stor del knuten till vilken storlek datorchassit har. Storlekarna delas först in i liggande eller stående, därefter i höjd. Dessa benämns oftast på engelska. Ska man köpa ett datorchassi är det viktigt att kolla upp både vilket sorts moderkort och nätdel datorchassit ska ha, då dessa inte nödvändigtvis är av samma formfaktor.
Enhetsplatser är platser där man kan installera hårddiskar och skivspelare. Dessa uppdelas i 5,25 och 3,5 tum, synliga och osynliga. Rent logiskt är de synliga de som syns från utsidan. I dessa sätter man enheter man vill ha yttre åtkomst till, exempelvis en diskettstation. De osynliga upptas av hårddiskar.
Kortplatser är platser där man kan installera instickskort. Hur många instickskort som får plats beror främst på vilken formfaktor datorchassit har. Detta kan i sin tur begränsas av moderkortet, beroende på hur många och vilka kortplatser som finns tillgängliga. En del liggande chassin har kortplatser endast i halvhöjd, vilket gör att en del vanliga kort inte får plats. En annan lösning är att ha ett dotterkort så att instickskorten sitter parallellt med moderkortet. Även längden har betydelse, då en del datorchassin inte rymmer instickskort i fullängd.
Moderkortsstandard är viktigt när man väljer chassi, eftersom det finns flera olika. Det finns olika storlekar på de olika standarderna, men i ett chassi för standard ATX kan man även montera de mindre ATX-korten. Det finns även en standard som var tänkt att ersätta ATX, nämligen BTX. Man kan inte ha ett BTX-moderkort i en låda för ATX eller tvärtom.

## Storlek
Storleken beror på vilken formfaktor datorchassit är anpassat för. En allmän regel är att man kan stoppa moderkort av liten formfaktor i ett stort chassi, men inte tvärtom. Vilka formfaktorer som är kompatibla och på vilket sätt, finns att läsa om i artikeln om formfaktorer.

### Liggande
Desktop är den bredaste benämningen som omfattar i stort sett samtliga liggande datorchassin. Det började med XT och AT vilka senare ersattes av ATX. Standard ATX har måtten 30,48 * 24,38 cm.
SFF står för Small Form Factor (liten formfaktor). Dessa chassin kan ses som ett mellanting mellan torn och liggande chassin, eftersom de kan vara ett desktopchassi gjord för både stående och liggande bruk. Andra chassin som faller in under denna benämning är ofta så kallade barebones eller halv-fabrikat, och även en del märkesdatorer med egna, ofta små, formfaktorer.

### Stående
Mini-tower (lilltorn) är den minsta av stående chassin som vanligen är anpassad för mATX eller dylika moderkort. Lägsta höjden på chassit avgörs av vilken formfaktor den är anpassad för och vilken typ av nätdel som sitter i.
Midi-tower (mellantorn) är kanske det vanligaste datorchassit. Den Vanligaste formfaktorn är ATX, även eATX i en del fall.
Full-tower (fulltorn) är den högsta av de alla. Dessa chassin är oftast anpassade för samtliga typer av moderkort, vilket gör att höjden oftast beror hur många enhetsplatser lådan har.

### Andra former
En annan form av datorchassi är racklådan, anpassad för att skruvas fast i 19-tums elektronikrack. Som vanliga datorchassin finns denna i olika formfaktorer. Vanligast är olika former av ATX eller så kallade passiva bakplan. Storleken, eller snarare höjden, på chassit mäts i U som är standardiserad. 1 U = 1,75 tum (ca 44 mm)
Svenska datatermgruppen rekommenderar begreppet datorlåda för "från skärmen fristående låda som innehåller centralenhet, internminne, hårddisk och ofta även diskettenhet och cd-romspelare" då det är tal om persondatorer och liknande.